# Dalila Figueiredo
Dalila Eugênia Maranhão Dias Figueiredo (São Luís, 14 de outubro de 1949) é uma advogada, assistente social e professora brasileira, que exerceu mandato de deputada federal, eleita pelo PSDB-SP no ano de 1997, cuja posse se deu em 03 de janeiro do referido ano.

## Carreira política
Em 2019, era dirigente da Associação Brasileira de Defesa da Mulher, da Infância e da Juventude (Asbrad).
Em 2010, a Câmara Municipal de Arujá aprovou uma moção de parabenização a Dalila Figueiredo por suas proposições para a melhoria do atendimento à mulher, à criança e ao adolescente, vítimas de violência.
Em 2008, fazia parte da equipe do Posto de Atendimento Humanizado aos/às Migrantes e tratava de assuntos relacionados ao cenário do tráfico internacional de pessoas.
Nas eleições de 2004, concorreu como vice-prefeita de Guarulhos/SP.

Nas eleições de 2002, concorreu a uma vaga como deputada estadual e ficou como suplente.